# Friedrich Wilhelm Mascho
Friedrich Wilhelm Mascho († 31. Oktober 1784) war ein deutscher Theologe und Lehrer. Er verfasste reformatorische, den Schulunterricht betreffende Schriften und beteiligte sich zwischen 1778 und 1779 an der Debatte um die zwischen 1774 und 1778 von Gotthold Ephraim Lessing veröffentlichten Reimarus-Fragmente (Fragmentenstreit).

## Leben
Friedrich Wilhelm Mascho stammte aus Liebno (Neumark). Sein Geburtsdatum ist nicht bekannt. Maschos Vater und sein Stiefvater waren Prediger in seiner Heimatstadt. Nach dem Theologie-Studium in Halle zog es Mascho nach Hamburg. Dort kandidierte er am 22. November 1755 für das Ministerium. 1756 wurde Mascho zum Schulrektor in Bergedorf ernannt. Nachdem er 1775 nach Ruppin berufen worden war, gab er die Stelle als dortiger Rektor bereits 1778 aus gesundheitlichen Gründen wieder auf und kehrte nach Hamburg zurück. Mascho wurde 1781 Lehrer an der Paßmannschen Armenschule, gab diese Anstellung allerdings nach drei Jahren wieder auf. Am 31. Oktober 1784 beging Mascho Suizid.
Mascho verfasste reformatorische Schriften zum Schul- und Religionsunterricht. Besonders erwähnenswert ist jedoch seine Einmischung in den Streit um die offenbarungskritischen Reimarus-Fragmente, die Gotthold Ephraim Lessing ab 1774 veröffentlichte (Fragmentenstreit).

## Einordnung in den Fragmentenstreit
In Bezug auf den Fragmentenstreit veröffentlichte Friedrich Wilhelm Mascho 1778 die „Verteidigung der geoffenbarten christlichen Religion wider einige Fragmente aus der Wolfenbüttelschen Bibliothek“. 1779 setzte er sich im zweiten Stück der „Verteidigung der geoffenbarten christlichen Religion (...)“ noch einmal mit den Reimarus-Fragmenten auseinander.
Lessing wurde auf Maschos Schrift durch eine positive Rezension aufmerksam, die am 9. März 1778 im Altonaer „Beytrag zum Reichs-Postreuther“ und am 17. März 1778 im 71. Stück der Hamburger „Freywilligen Beyträge zu den Hamburgischen Nachrichten aus dem Reiche der Gelehrsamkeit“ erschien. Lessing schrieb die Rezension fälschlicherweise Johann Melchior Goeze zu. Dies ist wohl der Grund, warum Lessing Maschos Ansichten in seinem 1. Anti-Goeze (1777) als „Irrlehren“ auflistete. Lessing richtete sich in seiner Erwiderung also eher an Goeze als an Mascho. Letzterer teilt schließlich einige der Lessing'schen Ansichten. Lessing ging im weiteren Verlauf des Fragmentenstreits nicht noch einmal auf Mascho ein.

## Verteidigung der geoffenbarten christlichen Religion

### Inhalt
Maschos Schrift richtet sich nicht nur an Theologen, sondern vor allem an gebildete Laien. Er formuliert seine Argumente leicht verständlich und verzichtet auf harte Polemik. Anstatt die einzelnen Thesen und Argumente der Reimarus-Fragmente einzeln zu behandeln beziehungsweise zu entkräften, bezieht sich Mascho eher auf Allgemeineres. Seiner Meinung nach sind die in den Fragmenten erläuterten Ansichten überholt, was für ihn darauf hinweist, dass die Fragmente nicht von den zeitgenössischen Kritikern des Christentums stammen können. Mascho bezieht sich hiermit vor allem auf die Auffassung, dass jedes Wort, das in der Bibel steht, von Gott selbst stammt und den Verfassern durch göttliche Inspiration eingegeben wurde und die daraus folgende Unfehlbarkeit der Heiligen Schrift. Für Mascho ist das Ablehnen der Offenbarung eine Konsequenz des unüberlegten Festhaltens am überholten System der göttlichen Inspiration. Mascho formuliert in seiner Schrift also äußerst moderne christliche Ansichten: Er zweifelt die Offenbarung zwar nicht an, spricht sich aber gegen die wörtliche Auslegung der Bibel aus.

### Der Vorbericht
Im „Vorbericht“ erklärt Mascho dem Leser, wie er zu den Fragmenten gekommen ist. Angeblich sei ein Freund durch die Lektüre der Fragmente sehr verunsichert worden und habe ihn daraufhin gebeten, „einige Zusätze zur Widerlegung der Fragmente“ zu verfassen.
Anschließend benennt Mascho den „Hauptfehler“ Reimarus'. Bei diesem handelt es sich um den „Missbrauch desjenigen Systems der göttlichen Inspiration der Bibel.“ Um diesen Hauptfehler also solchen zu entlarven nennt Mascho die Bibelstelle Matt. 5,18 / Luc. 16/17: „Es hieß, Jesus Christus, Mund der Wahrheit, hätte es selbst gelehret“. Laut Mascho konnte Jesus ebenso gut „tropisch“, also in Metaphern und Bildern sprechen wie jeder andere Mensch.
Als nächste beschäftigt sich Mascho mit der Forderung, die hebräischen Bibeln sollten unverfälscht bleiben. Die Anhänger dieses Systems, zu denen Mascho nicht zählt, berufen sich auf Matth.5, 18: „Amen, das sage ich euch: Bis Himmel und Erde vergehen, wird auch nicht der kleinste Buchstabe des Gesetzes vergehen, bevor nicht alles geschehen ist.“ Und Luc 16,17: „Aber eher werden Himmel und Erde vergehen, als dass auch nur der kleinste Buchstabe im Gesetz wegfällt.“ Mascho spricht den Ausdruck Tüttel vom Gesetz an (Tüttel = Pünktchen), welcher in den neueren Bibelausgaben durch „der kleinste Buchstabe des Gesetzes“ ersetzt wird. Mascho verweist auf Siegmund Jacob Baumgärtner, der in seinen 1762–1764 erschienenen „Untersuchung theologischer Streitigkeiten“ erklärte, mit „Tüttel vom Gesetz“ seien nicht die hebräischen Vokalpunkte gemeint, sondern lediglich die kleinsten, die „geringsten Stücke der (…) biblischen Lehre“.
Mascho nennt im Anschluss eine weite These Baumgärtners: „Es würde weder der Göttlichkeit noch der Untrieglichkeit der heiligen Schrift eigentlich schaden, wenn man auch genötigt werden sollte, in chronologischen, geographischen und historischen Kleinigkeiten Fehler zuzugeben, da die Verfasser dergleichen aus dem Gedächtnis geschrieben haben. Daraus würde nur folgen, dass sich die göttliche Offenbarung nicht bis auf diese Stücke erstrecket, und dass Gott die historische Kenntnis der biblischen Verfasser so gelassen haben, wie er sie gefunden hat.“ Außerdem sei es möglich, „dass durch das Versehen der Abschreiber und durch die Länge der Zeit, einzelne Abschnitte der Bibel fehlerhaft, unleserlich und unbrauchbar werden können.“
Letztlich erkennt Mascho in Reimarus' Ansichten, die „Notwendigkeit einer Berichtigung und Verbesserung des Religionsunterrichts“: „In der Welt unseres Gottes ist alles gut; aber es wird nicht alles richtig erkannt, und daher auch nicht alles für gut gehalten, recht gebraucht und geschätzet.“

## Werke
- „Kurzer Entwurf der christlichen Religion zum Unterricht der nachdenkenden Jugend, für eine Gesellschaft in Berlin ausgefertiget und zum weiteren gemeinnützigen Gebrauch dem Druck übergeben.“ (Hamburg 1770) auch erschienen unter dem Titel „Anleitung zur Erkenntnis der christlichen Religion, zum Unterricht der nachdenkenden Jugend, vormals für eine Berlinische Gesellschaft aufgesetzt.“ (Hamburg, 1777)
- „Kurze Beantwortung der Frage: wie die Jugend in den Schulen am zuverlässigsten zur Universität zubereitet wird? für eine Gesellschaft in Sachsen aufgesetzt.“ (Halle 1771)
- „Vorschläge, wie der Religionsunterricht der Jugend einzurichten ist, für eine Berlinische Gesellschaft aufgesetzt.“ (Halle 1771)
- „Ausführlicher Unterricht, dass ein Gott vorhanden ist.“ (Halle 1772)
- „Unterricht von den biblischen Tropen und Figuren, den Studierenden durch den Druck mitgeteilt.“ (auf Niederländisch 1773; Utrecht 1780)
- „Gedanken von der Verbesserung der teutschen Schulen, besonders auf dem Lande, weisen Menschenfreunden zur Prüfung übergeben.“ (Halle 1774)
- „Verteidigung der geoffenbarten christlichen Religion wider einige Fragmente aus der Wolfenbüttelschen Bibliothek. 1stes Stück.“ (Hamburg 1778; 2tes Stück Hamburg 1779)
- „Beleuchtung der neuesten Angriffe auf die Religion Jesu besonders der Schrift: von dem Zweck Jesu und seiner Jünger.“ (Hamburg 1778)
- „Vorschläge zu einer Schulverbesserung.“ (Hamburg 1780)
- „Schreiben, betreffend den Unterricht für Lehrer in teutschen Schulen.“ (Hamburg 1780)
- „Predigten von der Religion und von der heiligen Schrift.“ (2. Auflage Hamburg 1780)

## Links und Quellen
- "Gotthold Ephraim Lessing. Werke. 1774–1778. Hrsg. von Arno Schilson. Gotthold Ephraim Lessing. Werke und Briefe. In zwölf Bänden. Hrsg. von Wilfried Barner u. a. Band 8. Frankfurt a. M.: Deutscher Klassiker Verlag 1989.
- Hans Höhne:Johan Melchior Goeze: Stationen einer Streiterkarriere. Münster 2004. (letzter Zugriff am 25. Februar 2012)
- Johann Georg Meusel: Lexikon vom Jahr 1750–1800 verstorbnen teutschen Schriftsteller. Bd. 8. Leipzig 1808. (letzter Zugriff am 25. Februar 2013)

| Personendaten    | Personendaten                        |
| ---------------- | ------------------------------------ |
| NAME             | Mascho, Friedrich Wilhelm            |
| KURZBESCHREIBUNG | deutscher Theologe und Lehrer        |
| GEBURTSDATUM     | 17. Jahrhundert oder 18. Jahrhundert |
| STERBEDATUM      | 31. Oktober 1784                     |